# 2,2-dimethylbutaan
2,2-dimethylbutaan is een niet-lineair alkaan, dat ook bekend is onder de triviale naam neohexaan. Het is een kleurloze vloeistof, die onder atmosferische druk kookt bij 49,73 °C.

## Isomeren
Doordat deze stof zes koolstofatomen heeft, is er ook een aantal isomeren mogelijk:
- 2,3-dimethylbutaan
- 2-methylpentaan
- 3-methylpentaan
- Hexaan